# Synanthedon hunanensis
Synanthedon hunanensis is een vlinder uit de familie wespvlinders (Sesiidae), onderfamilie Sesiinae.
Synanthedon hunanensis is voor het eerst wetenschappelijk beschreven door Xu & Liu in 1992. De soort komt voor in het Oriëntaals gebied.